# Pilot (Smallville)
Pilot é o episódio piloto da ficção científica estadunidense Smallville é o primeiro episódio da série, e dá início à primeira temporada. Sua estréia se deu em 16 de outubro de 2001 pela The WB. O episódio foi escrito pelos criadores da série Alfred Gough e Miles Millar e dirigido por David Nutter.

## Elenco
- Tom Welling como Clark Kent
- Kristin Kreuk como Lana Lang
- Michael Rosenbaum como Lex Luthor
- Eric Johnson como Whitney Fordman
- Sam Jones III como Pete Ross
- Allison Mack como Chloe Sullivan
- Annette O'Toole como Martha Kent
- John Schneider como Jonathan Kent